# Wallen (Dithmarschen)
Wallen ist eine Gemeinde im Norden des Kreises Dithmarschen in Schleswig-Holstein.

## Geografie
Die Gemeinde liegt direkt an der Eider. Die Kreisstraße 47, die die Gemeinden Delve und Pahlen miteinander verbindet, verläuft durch Wallen.

## Geschichte
Am 1. April 1934 wurde die Kirchspielslandgemeinde Tellingstedt aufgelöst. Alle ihre Dorfschaften, Dorfgemeinden und Bauerschaften wurden zu selbständigen Gemeinden/Landgemeinden, so auch Wallen.

## Politik
Die Gemeinde hat weniger als 70 Einwohner und damit nach § 54 der schleswig-holsteinischen Gemeindeordnung eine Gemeindeversammlung anstelle einer Gemeindevertretung. Der Gemeindeversammlung gehören alle wahlberechtigten Einwohner der Gemeinde an. In Wallen ist dies seit 1955 der Fall.

## Wirtschaft und Infrastruktur
Von 1905 bis 1937 hatte der Ort einen Bahnanschluss mit der Kreisbahn Norderdithmarschen.

## Sehenswürdigkeiten
In der Liste der Kulturdenkmale in Wallen (Dithmarschen) stehen die in der Denkmalliste des Landes Schleswig-Holstein eingetragenen Kulturdenkmale.